# Cañete de las Torres
Cañete de las Torres là một thành phố tại tỉnh Córdoba, cộng đồng tự trị, Andalusia, Tây Ban Nha. Theo điều tra dân số 2006 (INE), thành phố này có dân số là 3211 người.